# Parco naturale Bosco delle Querce
Il parco naturale Bosco delle Querce è un'area naturale protetta rinaturalizzata situata nella ex zona A del disastro di Seveso, dove il materiale contaminato dalla diossina venne rimosso e sostituiti da terra proveniente da altre aree non inquinate. Il progetto di riforestazione fu curato dall'agronomo Paolo Lassini.

## Storia
Il 10 luglio 1976, alle ore 12:30 circa, dallo stabilimento della ditta chimica ICMESA di Meda, a causa di un guasto ad un reattore, fuoriuscì una nube di TCDD, una sostanza chimica tra le più tossiche conosciute, che, a causa della direzione dei venti, si sparse soprattutto sui comuni di Meda, Seveso, Cesano Maderno e Desio.
Solo quattordici giorni dopo, le analisi delle strutture sanitarie italiane e quelle dei laboratori Givaudan, proprietari dell'ICMESA, confermarono una massiccia presenza di diossina nella zona maggiormente investita dalla nube tossica: tale area, di circa 15 ettari e denominata zona A, venne evacuata, recintata ed interdetta all'accesso. A seguito di due successivi ampliamenti, la zona A arrivò a coprire un'area di 108 ettari, con un perimetro di circa 6 chilometri.
Tra le ipotesi per effettuare la bonifica, venne inizialmente privilegiata quella di costruire un forno inceneritore, che avrebbe occupato circa 36000 m², in cui bruciare tutto il materiale contaminato: la popolazione si dimostrò nettamente contraria a questa proposta, che venne respinta, anche se dopo un'iniziale approvazione, dal consiglio comunale di Seveso.
Il Comitato di coordinamento cittadino avanzò quindi la proposta dello scarico controllato, che venne poi effettivamente seguita: tutto il materiale inquinato sarebbe stato collocato in vasche stagne di cemento armato, antisismiche e incassate nel terreno.
Nel giugno del 1977 le operazioni di bonifica vennero affidate ad un apposito ufficio speciale per Seveso, che tra il 1981 e il 1984 iniziò la costruzione proprio nella zona A di due vasche di contenimento impermeabilizzate: una da 200000 m³ nel territorio di Seveso e una da 80000 m³ in quello di Meda. Le vasche sono costituite da quattro diverse barriere di sicurezza, integrate da sistemi di controllo per la verifica di eventuali perdite.
Il materiale inquinato contenuto nelle vasche è rappresentato soprattutto dal terreno di superficie dell'intera zona A, che venne asportato mediamente per una profondità di 46 centimetri; nella vasca di Seveso sono anche contenuti i resti degli edifici, gli oggetti personali, i resti degli oltre 80000 animali morti o soppressi ed anche le attrezzature utilizzate per la bonifica stessa.
Nel 1983 si decise di costruire un parco nella ex zona A, ricoprendo le vasche di contenimento ed utilizzando per lo strato superficiale terra proveniente da altre zone della Lombardia; i lavori iniziarono l'anno successivo e terminarono nel 1986, quando il parco fu affidato all'Azienda regionale delle foreste (ARF).

## Flora
Fra le specie arboree più presenti, la farnia, l'acero campestre e il carpino bianco. Presenti anche il frassino maggiore, l'olmo campestre e la quercia rossa americana.